# Pjotr Tsjardynin
Pjotr Ivanovitsj Tsjardynin (Russisch: Пётр Иванович Чардынин) (Gouvernement Penza, 27 januari 1873 – Odessa, 14 augustus 1934) was een Russisch filmregisseur en acteur.

## Filmografie
- 1909: Bojarin Orsja (Боярин Орша)
- 1909: Vlast tmy (Власть тьмы)
- 1909: Mjortvye doesji (Мёртвые души)
- 1910: Vadim (Вадим)
- 1910: Idiot (Идиот)
- 1910: Pikovaja dama (Пиковая дама)
- 1911: Jevgeni Onegin (Евгений Онегин)
- 1913: Domik v Kolomne (Домик в Коломне)[1]
- 1913: Djadjoesjkina kvartira (Дядюшкина квартира)[2]

- Bibliothèque nationale de France: cb15965619x (data)
- Gemeinsame Normdatei: 1058932535
- International Standard Name Identifier: 0000 0001 1678 4362
- Library of Congress Control Number: no2008183918
- Nederlandse Thesaurus van Auteursnamen: 12131751X
- Virtual International Authority File: 79225687
- WorldCat: E39PBJkdrhWR9MK6k6PHvgJhpP